# フリンダーズ川
フリンダーズ川（フリンダーズがわ、英語: Flinders River）はオーストラリア北東部にある川。クイーンズランド州西部を流れる川であり、カルンバ近郊にてカーペンタリア湾南東部に注いでいる。グレートディヴァイディング山脈に端を発し、概ね北西方向に流れる。延長は約840km。名称は航海者のマシュー・フリンダースにちなむ。
座標: 南緯17度36分 東経140度36分 / 南緯17.600度 東経140.600度